# وزراء الحماية الاجتماعية لجمهورية أرمينيا الثانية
وزراء الحماية الاجتماعية لجمهورية أرمينيا الاشتراكية السوفياتية  شكل نظام الحماية الاجتماعية لجمهورية أرمينيا الثانية 1920، عندما أصبحت أرمينيا جزءا من الاتحاد السوفييتي. وقد أصبحت مؤسسة حكومية مهمة للمواطنين.

## الوزراء

### حيكاز أرشاك كوستانيان (1897-1937)
ولد حيكاز كوستانيان في تبليسي في 1897 . ذهب إلى مدرسة نيرسيسيان في تبليسي، درس في معهد جيفورجيان في إتشميادزين، وتخرج من قسم الطب في جامعة ساراتوف. كان عضوا في الحزب الشيوعي، وعضوا في (حزب العمل الاجتماعي الديمقراطي الروسي) منذ عام 1916 . في 1915-1916، شارك كوستانيان في الانشطة البلشفية في فاغارشابات. تم تعيينه أيضا مفوض التنوير في ساراتوف. في عام 1920 انتخب حيكاز كوستانيان عضوا في مكتب الشؤون الخارجية (الحزب الشيوعي لأرمينيا) التابع للجنة الارمنية. في عام 1920-1921، خلال النظام السيوفياتي تم تعيينه مفوض الأمن الاجتماعي لأمن جمهورية سيراليون، ثم مفوض الشؤون الداخلية للشعب في السنوات 1923الى 1925، عمل كوستانيان في اللجنة المركزية للشيوعية.

### حزب أرمينيا (1925-1930) من 1931 إلى 1934
تم تعيين كوستانيان أول أمين للجنة القرم الإقليمية في اورجبرو والأمين التنفيذي لبروفينتيرن. وعلاوة على ذلك، ترأس الإدارة السياسية لسكة حديد موسكو كورسك. وقد سجن حايكاز كوستانيان زورا وحكم، لكن أبرئ لاحقا.

#### دروساتامات أسكاناز تيرم سيمونيان (1895 – 1937)
درساتامات تير سيمونيان، ولد في قرية هاماملو (الآن سبيتاك)، أرمينيا في عائلة الديمقراطيين الاجتماعيين (حزب هونتشكيان)، كان رجل حزب، وشخصية رسمية، وصحفي. كان تير سيمونيان عضو في حزب العمل الاجتماعي الديمقراطي الروسي منذ عام 1913 . في عام1912 ، أنهى دراسته بمدرسة نيرسيسيان في تبليسي، دخل إدارة الاقتصاد في معهد التجارة في كييف. خلال الحرب العالمية الأولى، قام بانشطة تنظيمية بين الجنود على الجبهة الغربية وكذلكبين جنود الاحتياط في سبيريا. بعد ثورة أكتوبر، عمل في مفوضية الشؤون الوطنية لجمهورية روسيا الاتحادية الاشتراكية السوفياتية، وفي منطقة التموين بالجيش الاحمر ابتداء من سبتمبر،  1918 . في 1913 عمل دراستامات في المنظمة الاجتماعية الديمقراطية للطلاب (فرقة بولشفيك).
وفي نفس العام، القي القبض على دراستمات تير – سيمونيان وتعرض للضرب لمشاركته في المظاهرة والاضراب بناسبة الذكرى المئوية لترأس شيفشينكو  في عام 1914، خلال الحرب الروسية – التركية كان يستخدم اعلانات في اجتماعات الطلاب ضد الحركات التطوعية الارمينية.
وعقد العديد من المناصب: امين لجنة يريفان الحزب الشيوعي الارمني، عضو في المرسوم، رئيس تحرير صحيفة «يريفيان»  1928 أول رئيس من تحاد الكتاب، محرر الصحيفة «نور اوغي» رئيس مجلس مدينة يريفيان الخ، في عام 1932 عين دراستمات ترم سيمونيان رئيس تحرير الموسوعة السوفييتية الارمنية. في السنوات الدراسية 1934-1935 و 1935 – 1936، ترأس رئيس اللينينية والحزب هناك. في 10 أغسطس في 1936 تم طرده من الحزب الشيوعي بأغلبية اصوات أعضاء اللجنة المركزية. تم سجن دراستمات ترم سيمونان زورا وبرئ بعد وفاته.

#### ارشاك مايكل (خاكيكيان)(1847-1935)
ولد ارشاك مايكل خاكيكيان في باكو في عام 1874. وكان ثوريا محترفا وعضو في الحزب وعاملا سوفييتا. بدأ العمل في مصنع التبغ في سن الحادية عشرة، وذهب إلى المدرسة التي كانت تحتوي على فصلين فقط، وانتهى منها وبدأ يعمل كطالب في كتابة الانواع، ثم انضم إلى مجموعة العمال. في عام 1895، القي القبض على خاكيكيان لقيامه بطباعة منشورات مناهضة للحكومة.